# مسابقة الأغنية الأوروبية 2022
مسابقة يوروفيجن للأغاني 2022 هي النسخة 66 من مسابقة الأغنية الأوروبية. أقيمت في مدينة تورين بإيطاليا بعد فوز البلاد في 2021 بأغنية " Zitti e buoni "يؤديها مانسكين. الحفل نظمه اتحاد البث الأوروبي (EBU) والمذيع المضيف راي (RAI)، أقيمت المسابقة في PalaOlimpico، وتتألف من نصف نهائي في 10 و 12 مايو، والنهائي في 14 مايو 2022.
فازت أوكرانيا بهذه النسخة بأغنية ستيفانيا التي غنتها أوركسترا كالوش
، بإجمالي 631 نقطة، بما في ذلك 439 بالتليفزيون، وهو رقم قياسي جديد. هذا هو الفوز الثالث في يوروفيجن في البلاد، وآخرها في عام 2016.
وتأتي المملكة المتحدة في المرتبة الثانية برصيد 466 نقطة، وهي أول 10 نقاط لها منذ 2009 وأفضل نتيجة لها منذ 1998. احتلت إسبانيا المركز الثالث برصيد 459 نقطة، وهي أول أفضل 10 نقاط لها منذ 2014 وأفضل إنجاز لها منذ 1995. تكمل السويد وصربيا المراكز الخمسة الأولى.

## المواقع

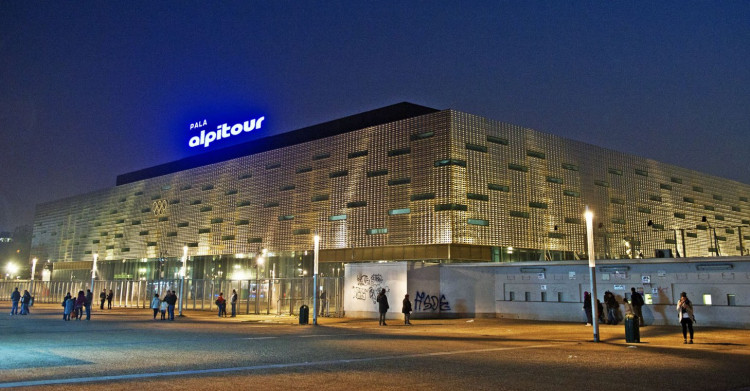
بالاأوليمبيكو ، تورينو - المكان المضيف لمسابقة 2022 (من الخارج).

في 8 أكتوبر 2021 ، أعلن اتحاد الإذاعات الأوروبية وراي أن مدينة تورينو هي المدينة المضيفة ، حيث تم اختيار بالا أوليمبيكو كمكان للمسابقة.

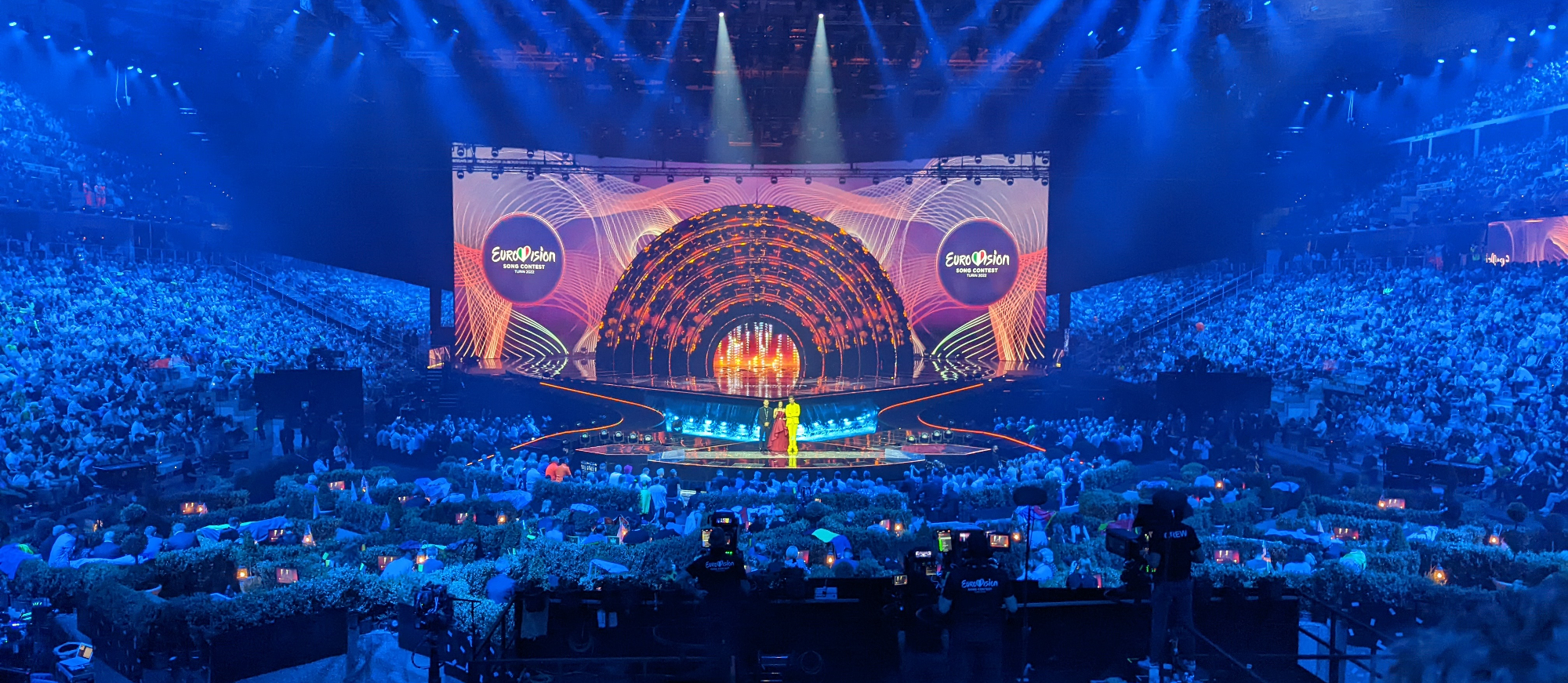
بالاأوليمبيكو ، تورينو - المكان المضيف لمسابقة 2022 (من الداخل).

## المشاركة

المشاركين في نصف النهائي الأول
المتأهلين للنهائي ويمكنهم التصويت في نصف النهائي الأول
المشاركين في نصف النهائي الثاني
المتأهلين للنهائي ويمكنهم التصويت في نصف النهائي الثاني

دول تأهلت للنهائي
دول شاركت ولم تتأهل للنهائي
دول شاركت سابقا ولكنها لم تشارك في هذه النسخة

أعلن اتحاد الإذاعات الأوروبية في البداية في 20 أكتوبر 2021 أن 41 دولة ستشارك في مسابقة 2022. تضمنت القائمة جميع البلدان التي شاركت في مسابقة عام 2021 ، إلى جانب أرمينيا والجبل الأسود ، اللتين شاركتا آخر مرة في عام 2019 (تم تعيين أرمينيا أيضًا للتنافس في نسخة 2020 الملغاة). في 25 فبراير 2022 ، أعلن اتحاد الإذاعات الأوروبية استبعاد روسيا من المسابقة بسبب الغزو الروسي لأوكرانيا عام 2022 ، وبالتالي خفض عدد الدول المشاركة إلى 40 دولة.

## النتائج

### نصف النهائي 1
| المرتبة | المجموع  | المجموع | الحكام   | الحكام | المشاهدون | المشاهدون |
| المرتبة | الدولة   | النقاط  | الدولة   | النقاط | الدولة    | النقاط    |
| ------- | -------- | ------- | -------- | ------ | --------- | --------- |
| 1       | أوكرانيا | 337     | اليونان  | 151    | أوكرانيا  | 202       |
| 2       | هولندا   | 221     | هولندا   | 142    | مولدوفا   | 135       |
| 3       | اليونان  | 211     | أوكرانيا | 135    | أرمينيا   | 105       |
| 4       | البرتغال | 208     | البرتغال | 121    | النرويج   | 104       |
| 5       | أرمينيا  | 187     | سويسرا   | 107    | ليتوانيا  | 103       |
| 6       | النرويج  | 177     | أرمينيا  | 82     | البرتغال  | 87        |
| 7       | ليتوانيا | 159     | النرويج  | 73     | هولندا    | 79        |
| 8       | مولدوفا  | 154     | آيسلندا  | 64     | اليونان   | 60        |
| 9       | سويسرا   | 118     | ليتوانيا | 56     | ألبانيا   | 46        |
| 10      | آيسلندا  | 103     | كرواتيا  | 42     | آيسلندا   | 39        |
| 11      | كرواتيا  | 75      | لاتفيا   | 39     | النمسا    | 36        |
| 12      | ألبانيا  | 58      | الدنمارك | 35     | كرواتيا   | 33        |
| 13      | الدنمارك | 55      | مولدوفا  | 19     | الدنمارك  | 20        |
| 14      | لاتفيا   | 55      | ألبانيا  | 12     | بلغاريا   | 18        |
| 15      | النمسا   | 42      | بلغاريا  | 11     | لاتفيا    | 16        |
| 16      | بلغاريا  | 29      | سلوفينيا | 7      | سويسرا    | 11        |
| 17      | سلوفينيا | 15      | النمسا   | 6      | سلوفينيا  | 8         |

### نصف النهائي 2
| الترتبب | المجموع        | المجموع | الحكام         | الحكام | المشاهدون      | المشاهدون |
| الترتبب | الدولة         | النقاط  | الدولة         | النقاط | الدولة         | النقاط    |
| ------- | -------------- | ------- | -------------- | ------ | -------------- | --------- |
| 1       | السويد         | 396     | السويد         | 222    | السويد         | 174       |
| 2       | أستراليا       | 243     | أستراليا       | 169    | صربيا          | 174       |
| 3       | صربيا          | 237     | إستونيا        | 113    | جمهورية التشيك | 125       |
| 4       | جمهورية التشيك | 227     | بلجيكا         | 105    | بولندا         | 114       |
| 5       | إستونيا        | 209     | جمهورية التشيك | 102    | رومانيا        | 100       |
| 6       | بولندا         | 198     | أذربيجان       | 96     | فنلندا         | 99        |
| 7       | فنلندا         | 162     | بولندا         | 84     | إستونيا        | 96        |
| 8       | بلجيكا         | 151     | فنلندا         | 63     | أستراليا       | 74        |
| 9       | رومانيا        | 118     | صربيا          | 63     | قبرص           | 54        |
| 10      | أذربيجان       | 96      | مقدونيا        | 56     | بلجيكا         | 46        |
| 11      | مقدونيا        | 76      | إسرائيل        | 34     | أيرلندا        | 35        |
| 12      | قبرص           | 63      | مالطا          | 27     | سان مارينو     | 29        |
| 13      | إسرائيل        | 61      | سان مارينو     | 21     | إسرائيل        | 27        |
| 14      | سان مارينو     | 50      | رومانيا        | 18     | الجبل الأسود   | 22        |
| 15      | أيرلندا        | 47      | جورجيا         | 13     | مالطا          | 20        |
| 16      | مالطا          | 47      | أيرلندا        | 12     | مقدونيا        | 20        |
| 17      | الجبل الأسود   | 33      | الجبل الأسود   | 11     | جورجيا         | 9         |
| 18      | جورجيا         | 22      | قبرص           | 9      | أذربيجان       | 0         |

#### 12 نقطة
| رقم | المتلقي    | الدول التي أعطت 12 نقطة |
| --- | ---------- | --- |
| 16  | السويد     | أستراليا, أذربيجان, قبرص, جمهورية التشيك, إستونيا, فنلندا, جورجيا, أيرلندا, إسرائيل, مالطا, الجبل الأسود, بولندا, رومانيا, سان مارينو, صربيا, المملكة المتحدة |
| 1   | أستراليا   | السويد |
| 1   | أذربيجان   | إسبانيا |
| 1   | مقدونيا    | ألمانيا |
| 1   | سان مارينو | بلجيكا |
| 1   | صربيا      | مقدونيا |

| رقم | المتقبل      | الدول التي أعطت 12 نقطة                                                          |
| --- | ------------ | -------------------------------------------------------------------------------- |
| 8   | صربيا        | أستراليا, قبرص, جمهورية التشيك, جورجيا, مالطا, الجبل الأسود, مقدونيا, سان مارينو |
| 3   | بولندا       | بلجيكا, ألمانيا, صربيا                                                           |
| 3   | السويد       | إسرائيل, بولندا, رومانيا                                                         |
| 2   | فنلندا       | إستونيا, السويد                                                                  |
| 1   | قبرص         | أذربيجان                                                                         |
| 1   | إستونيا      | فنلندا                                                                           |
| 1   | أيرلندا      | المملكة المتحدة                                                                  |
| 1   | الجبل الأسود | صربيا                                                                            |
| 1   | رومانيا      | إسبانيا                                                                          |

## روابط خارجية
- الموقع الرسمي